# بولشوی موگوی
بولشوی موگوی (به لاتین: Bolshoy Mogoy) یک منطقهٔ مسکونی در روسیه است که در استان آستراخان واقع شده‌است.